# 郑爱文墓
郑爱文墓，位于中国广东省中山市神湾镇古宥村仙人骑鹤岭山，为郑交泰之父郑爱文之墓地。郑交泰在清乾隆年间曾任浙江粮储漕务道中宪大夫，因而其父墓葬规格颇高。该墓虽建于清代，但具晚明风格，墓侧有一对石狮，墓道两侧另有石羊、石马、石虎等石雕。1990年12月，列入中山市文物保护单位。